# Lo Campaneret
Lo Campaneret: periódich semiserio tocacampanas humorístich literari y musical va ser un setmanari satíric reusenc que va sortir el 1909.

## Història
Va sortir amb la intenció de tractar els temes locals de forma irònica i satírica. Dirigit pel poeta alguerès Antoni Ciuffo, que va viure a Reus una temporada, se'n coneixen només dos números, del 22 i el 29 de maig de 1909.
El Campanaret (aquí Campaneret) era una casa cantonera, avui desapareguda, entre els carrers de Llovera i de l'Amargura a la ciutat de Reus, que estava coronada per una petita torre amb un rellotge i una campana. Va ser construïda l'any 1867.
A la seva presentació, figura que l'edifici es presenta per regidor municipal i avança el seu programa: "Lo primer que tractarem de conseguir será la supressió inmediata del alumbrat públich per atentatori al desarrollo natural de la industria criaturil […] Per altre part, convensuts igualment de la necessitat que Reus té d'aygua no hem deixat de pensar en aquest problema, però tenim la satisfacció de dir que ho hem resolt promte […] tenim ja la seguretat per carta del Francolí […] de venir a passar tres mesos cada istiu al nostre poble".

## Aspectes tècnics
De format foli, amb capçalera mixta i de vuit pàgines, s'imprimia a la Impremta de Montserrat Rosich. El preu era de 10 cèntims i la redacció al carrer de la Presó núm. 9.

## Localització
- Els exemplars coneguts són a la Biblioteca Central Xavier Amorós de Reus.[5]